# لور ستوندن (بيدفوردشير)
لور ستوندن (بالإنجليزية: Lower Stondon)‏ هي قرية تقع في المملكة المتحدة في شرق انجلترا.